# 萨里阿坎蒂乌帕齐拉
萨里阿坎蒂乌帕齐拉是孟加拉国的一个乌帕齐拉，位于拉傑沙希專區的博格拉县。萨里阿坎蒂塔纳创建于1886年，后于1983年改建制为乌帕齐拉。。

## 地理
萨里阿坎蒂乌帕齐拉总面积为408.50平方公里（157.72平方英里），其中3/5为陆地面积，2/5为水域面积，贾木纳河由北向南流经此地。该乌帕齐拉位于博格拉县最东部，西邻加布塔利乌帕齐拉，西北部与索纳塔拉乌帕齐拉接壤，北部与朗布尔专区相邻，东部与達卡專區交界，东南部与锡拉杰甘杰县毗邻，南部与杜纳特乌帕齐拉相接。

## 人口
据2011年孟加拉国人口普查，萨里阿坎蒂乌帕齐拉共有75614户人家，共计270719人口，其中6.8%生活在城区，11.1%年龄低于五岁。该地7岁以上人口之平均识字率为36.9%，低于全国平均值（51.8%）。